# Je Ne Sais Pas Pourquoi
A Je Ne Sais Pas Pourquoi más néven I Still Love You (Je Ne Sais Pas Pourquoi) magyarul: Én még mindig szeretlek (Nem tudom miért) Kylie Minogue ausztrál énekesnő negyedik kislemeze első, Kylie című albumáról. Producerei a Stock–Aitken–Waterman trió voltak. Ez a dal volt 1988 telének egyik meghatározó slágere, több slágerlistán is előkelő helyezést ért el. A dal később az énekesnő gyűjteményes lemezeire is felkerült. Többek között a Greatest Hits, Ultimate Kylie című albumokra.

## Előzmények
A dal, és a cím is francia ihletésű, beleértve a videót is, amely 1988 októberében jelent meg. A dalt Stock, Aitken és Waterman írták. A dal neve a világ különböző részein másképpen volt feltüntetve. Ausztráliában, Kanadában, Új-Zélandon és az USA-ban is más nevet kapott. I Still Love You és az eredeti francia cím zárójelben.(Je Ne Sais Pas Pourquoi). Európa egyes részein éppen fordítva tüntették fel a címet, és az I Still Love You volt zárójelben. Természetesen ez a dalon semmit sem változtat.
A Je Ne Sais Pas Pourquoi egy pop ballada, mely pop és dance elemekkel van ellátva. A dal egy része instrumentális, beleértve a dobgépet és a szintetizátorok hangját is, de szerepel a dalban gitár is.
A dal számos országban előkelő helyezést ért el. A dalt Kylie több turnén és roadshow-n előadta.
- Disco Dream / The Hitman Roadshow
- Enjoy Yourself Turné
- Rhythm of Love Turné
- Showgirl: The Greatest Hits Turné

A hivatalos verziótól ellentétben létezik egy demó verziója is a dalnak, mely szintén megjelent, de ez a változat teljesen máshogyan kezdődik, és kicsit gyorsabb a tempója, és erősebb az üteme is. A dal az Egyesült Királyságban a 20. legkelendőbb kislemez volt 1988-ban.

## Videóklip
A videóklip a 40-es 50-es évek Párizsában játszódik, ahol Kylie az esőben várakozik, majd egy kávéházba tér be. Kylie haja szőke, és hullámos, valamint kék ruhát és kardigánt visel. Később a film fekete-fehérre vált, és Kylie egy világos ruhában látható, ahogy egy férfivel táncol. Kylie az egyetlen színes része a jelenetnek.

## Made In Heaven
A Made In Heaven című dal a kislemez változat B. oldalán szerepelt, melyet szintén a Stock, Aitken, Waterman trió írt. A dal nem szerepelt Kylie debütáló albumán, csupán a 12"-es bakelit verzión található meg egy hosszabb változatban. A dalból videóklip is készült, valamint szerepel a Hit Factory Volume 3, és a Greatest Hits 1987-1997 válogatás lemezeken.

## Formátumok és számlista
CD kislemez (Hollandia)
1. Je Ne Sais Pas Pourquoi (3:51)

CD kislemez
1. Je Ne Sais Pas Pourquoi (Moi Non Plus Mix) (5:55)
2. Made in Heaven (Maid in England Mix) (6:20)
3. The Loco-Motion (Sankie Mix – Long Version) (6:55)

7" kislemez
1. Je Ne Sais Pas Pourquoi (3:51)
2. Made in Heaven (3:24)

12" kislemez
1. Je Ne Sais Pas Pourquoi (Moi Non Plus Mix) (5:55)
2. Made in Heaven (Maid in England Mix) (6:20)

12" kislemez (Egyesült Királyság)
1. Je Ne Sais Pas Pourquoi (The Revolutionary Mix) (7:16)
2. Made in Heaven (Maid in England Mix) (6:20)

12" kislemez (Észak-Amerika)
1. Je Ne Sais Pas Pourquoi (Moi Non Plus Mix) (5:55)
2. Je Ne Sais Pas Pourquoi (The Revolutionary Mix) (7:16)
3. Made in Heaven (Maid in England Mix) (6:20)

## Slágerlista
| Slágerlista (1988)                                | Legjobb helyezések |
| ------------------------------------------------- | ------------------ |
| Ausztrália (ARIA)                                 | 11                 |
| Dánia (IFPI)                                      | 11                 |
| Európa (European Hot 100 Singles)                 | 8                  |
| Európa (European Airplay Top 50)                  | 16                 |
| Finnország (Suromen Viallinen lista)              | 1                  |
| Franciaország (SNEP)                              | 15                 |
| Írország (IRMA)                                   | 2                  |
| Hollandia (Single Top 100)                        | 43                 |
| Új-Zéland (Recorded music NZ)                     | 9                  |
| Norvégia (VG-lista)                               | 10                 |
| Svájc (Schweizer Hitparade)                       | 24                 |
| Egyesült Királyság (UK Singles chart)             | 24                 |
| Egyesült Királyság UK Dance (Music Week)          | 3                  |
| Németország West Germany (Official German Charts) | 14                 |

| Slágerlista(1988)                                 | Helyezések |
| ------------------------------------------------- | ---------- |
| Egyesült Királyság UK Singles (OCC)               | 20         |
| Németország West Germany (Official German Charts) | 97         |